# Chevrolet Traverse
Der Chevrolet Traverse ist ein Sport Utility Vehicle der Full-size-Kategorie der General-Motors-Marke Chevrolet. Es ist seit Ende 2008 in Nordamerika erhältlich und ersetzte den TrailBlazer EXT und den Chevrolet Uplander. Das Modell wurde zunächst bis November 2009 in Spring Hill (Tennessee)  und wird seit 2010 im Delta Township bei Lansing (Michigan) gebaut. Es ist als Konkurrenzmodell zum Ford Flex aufgestellt. Ab Sommer 2017 war die zweite Generation des SUV im Handel, die dritte folgte 2024.

## 1. Generation (2008–2017)
Der Traverse der ersten Generation wurde von einem 3,6-l-V6-Motor mit Benzindirekteinspritzung und variabler Nockenwellenverstellung angetrieben, der eine maximale Leistung von 210 kW (286 PS) erbringt. Ein Sechsgang-Automatikgetriebe überträgt die Leistung auf die beiden Vorderräder, optional ist Vierradantrieb erhältlich.
Das Fahrzeug wurde in einer Studie 2000 auf der Chicago Auto Show vorgestellt und als Serienmodell zunächst 2005 mit dem 2003 auf der North American International Auto Show (NAIAS) erstmals als Serienmodell gezeigten Chevrolet Equinox verwirklicht; das Serienmodell des Traverse wurde formal erstmals auf der Chicago Auto Show 2008 präsentiert. Der Traverse teilt sich die Lambda-Plattform mit dem Buick Enclave, dem GMC Acadia der ersten Generation und dem inzwischen eingestellten Saturn Outlook. Die  Kühlergrillform die einem Sparren (engl. Chevron) nachempfunden wurde  findet auch bei den Chevrolet-Modellen Malibu, Aveo, Cruze und Equinox Verwendung. Im Modelljahr 2013 wurde das Fahrzeug umfangreich überarbeitet.

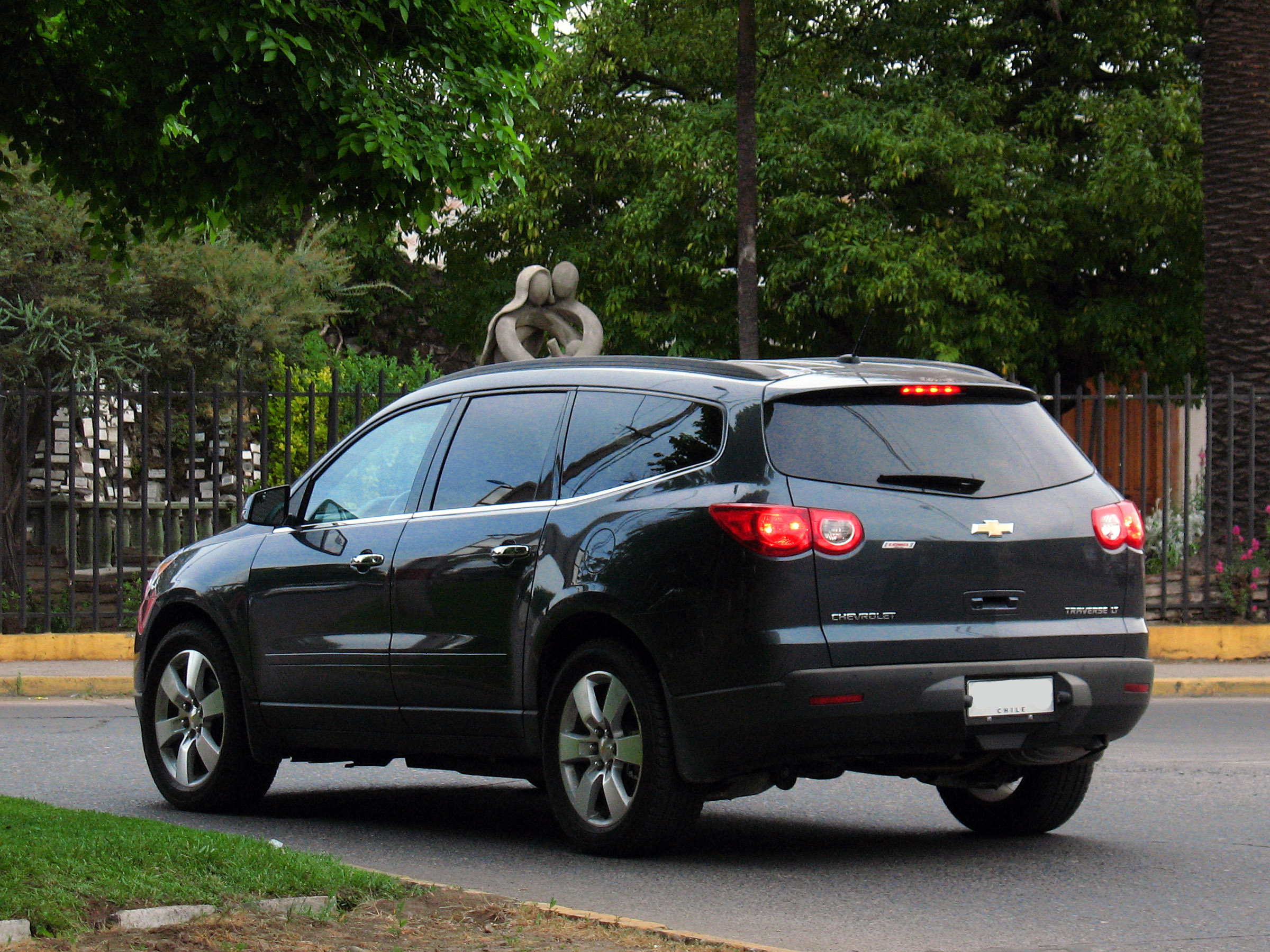
Heckansicht
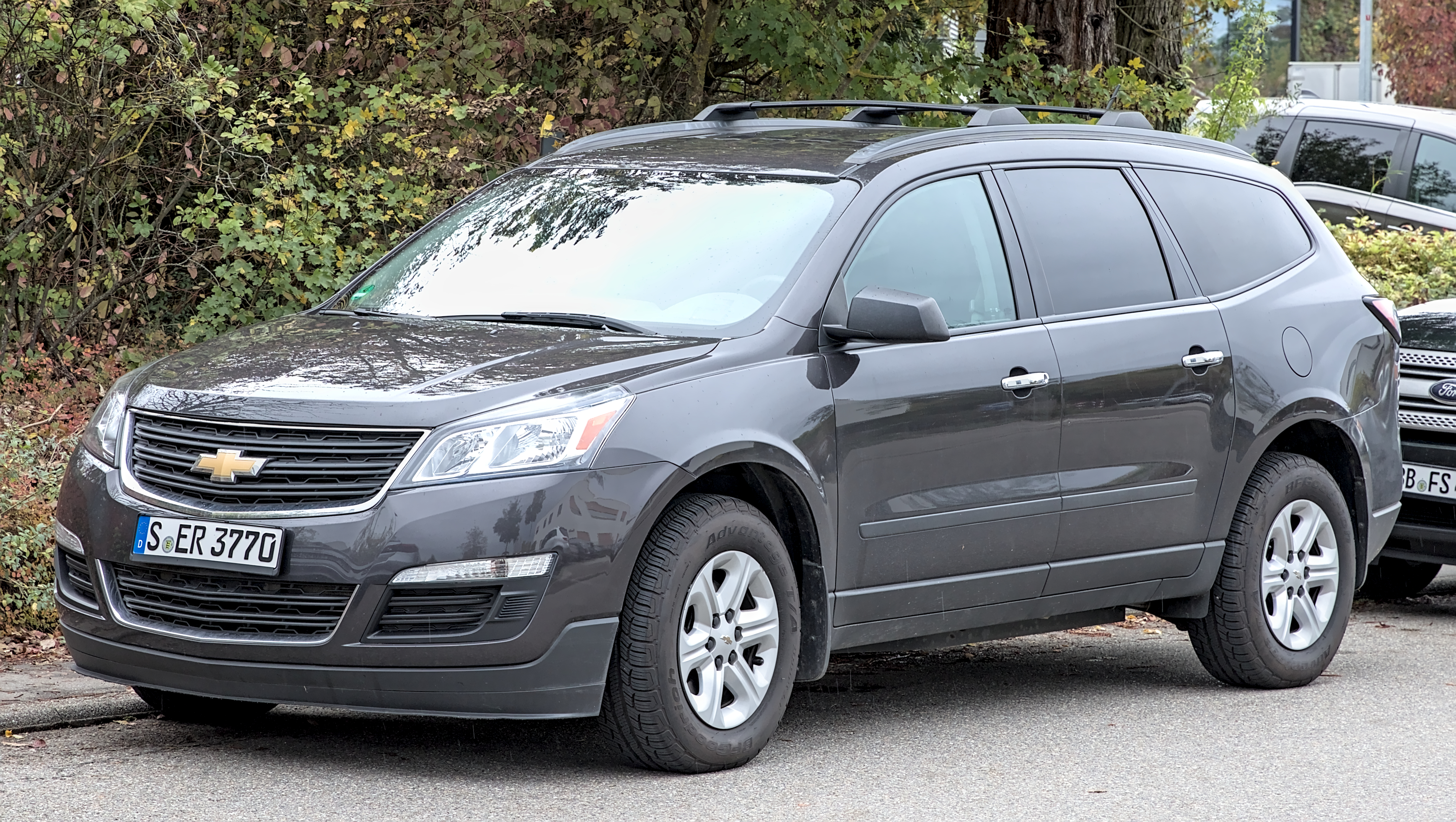
Chevrolet Traverse (2013–2017)
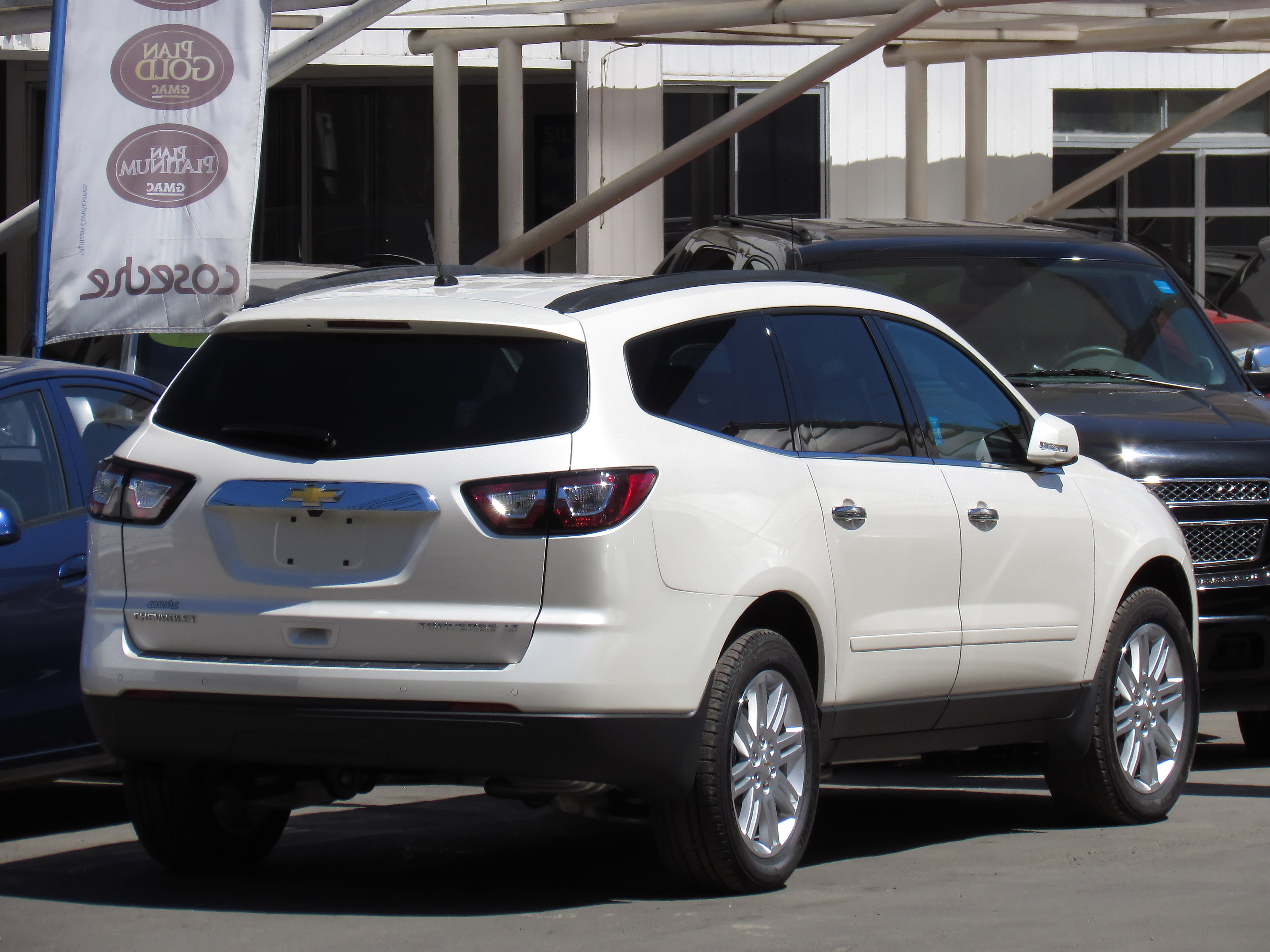
Heckansicht

## 2. Generation (2017–2024)
Die zweite Generation des Traverse debütierte auf der North American International Auto Show (NAIAS) im Januar 2017 in Detroit und wurde ab Juli 2017 in Nordamerika verkauft. Die Fahrzeuggesamtmasse wurde gegenüber dem Vorgänger um 164 kg vermindert. Er basiert wie der Buick Enclave C1YB derselben Generation auf der GM C1XX-Plattform mit langem Radstand. In Russland kam das Fahrzeug erstmals Anfang April 2018 in den Handel. In Russland wurde nur der 3,6-Liter-V6-Ottomotor mit Allradantrieb verkauft. Dessen Import wurde im Februar 2022 als Reaktion auf den russischen Überfall auf die Ukraine eingestellt.

2022 erhielt der Traverse ein Facelift.

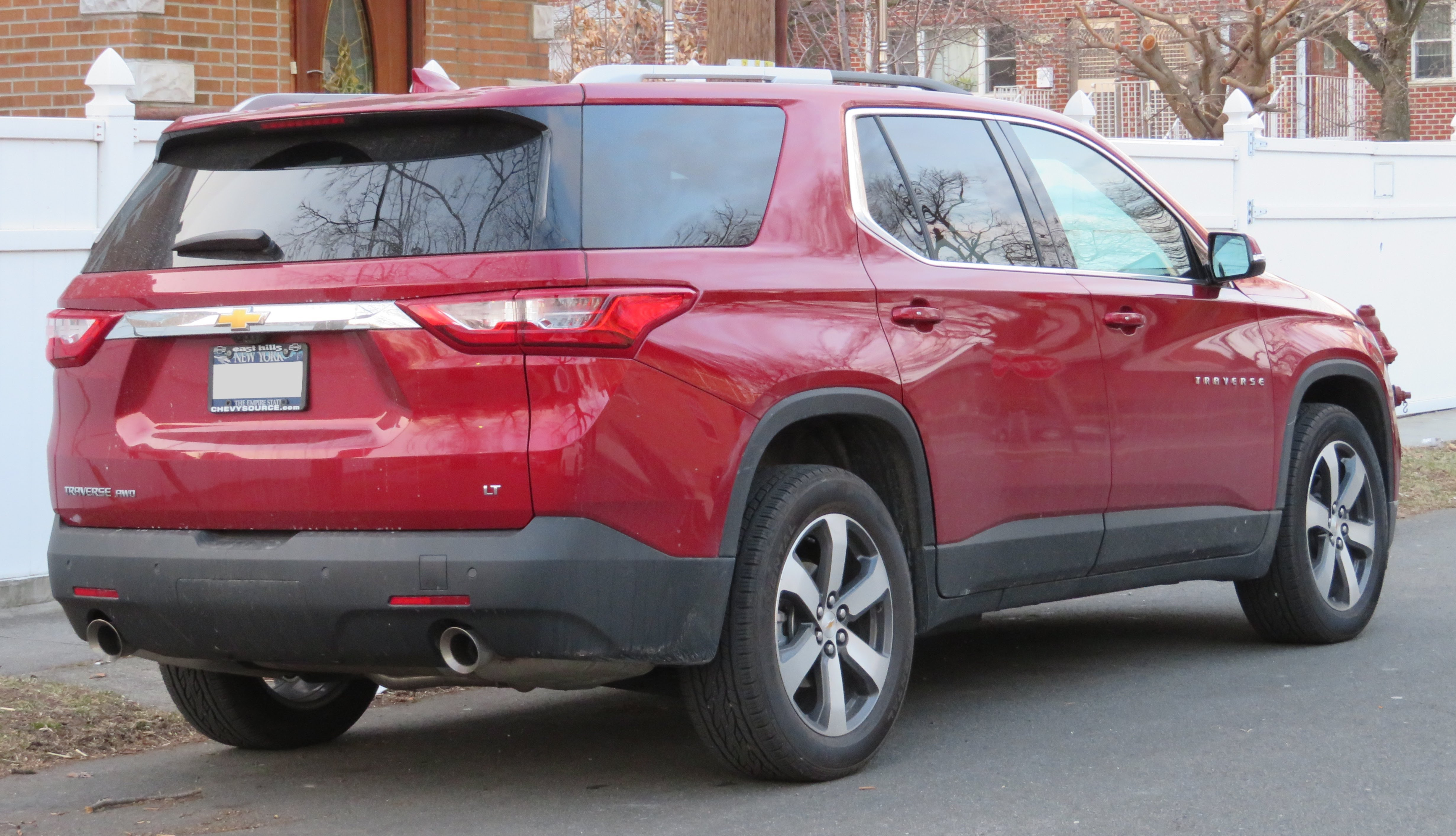
Heckansicht
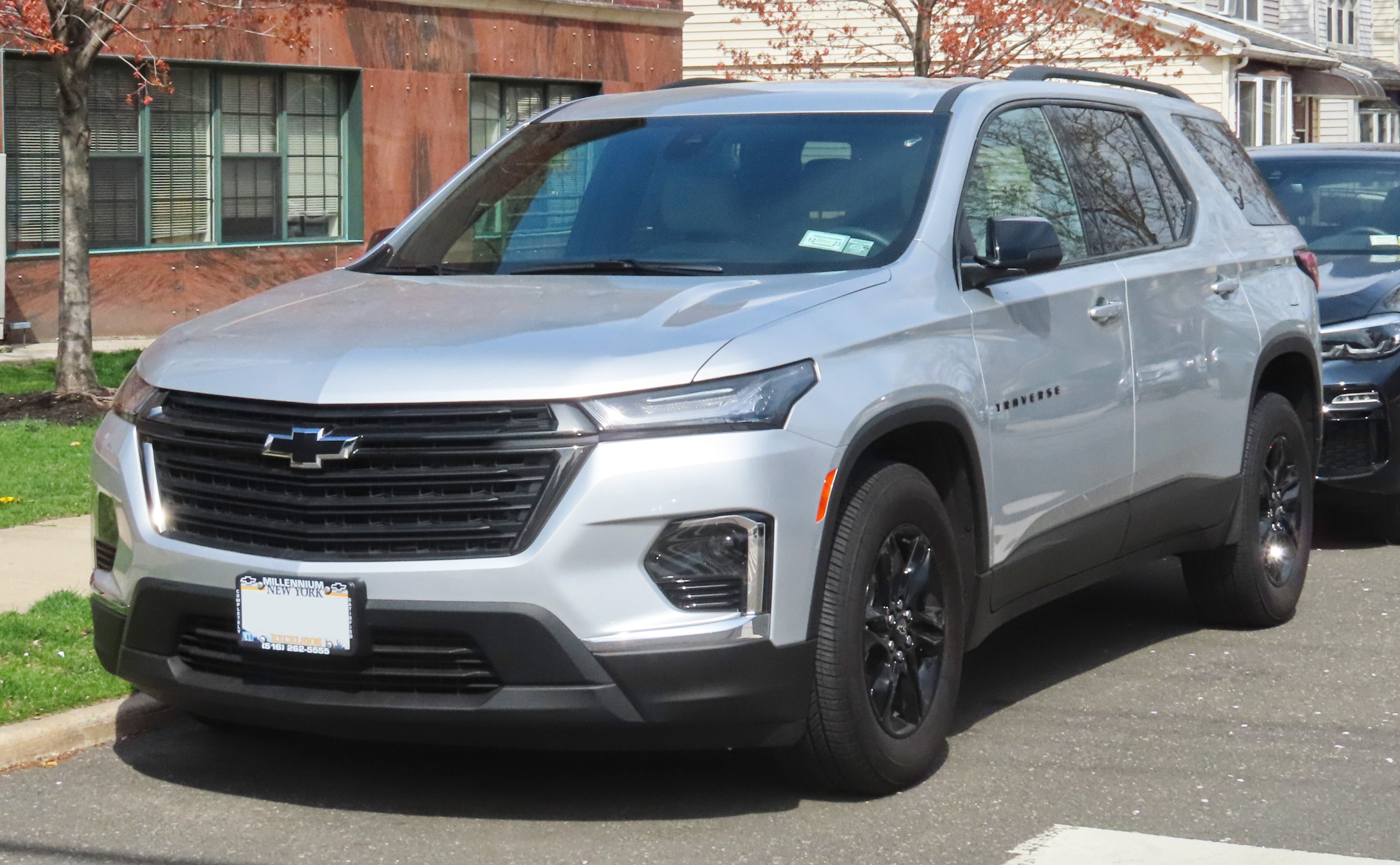
Facelift (2022–2024)
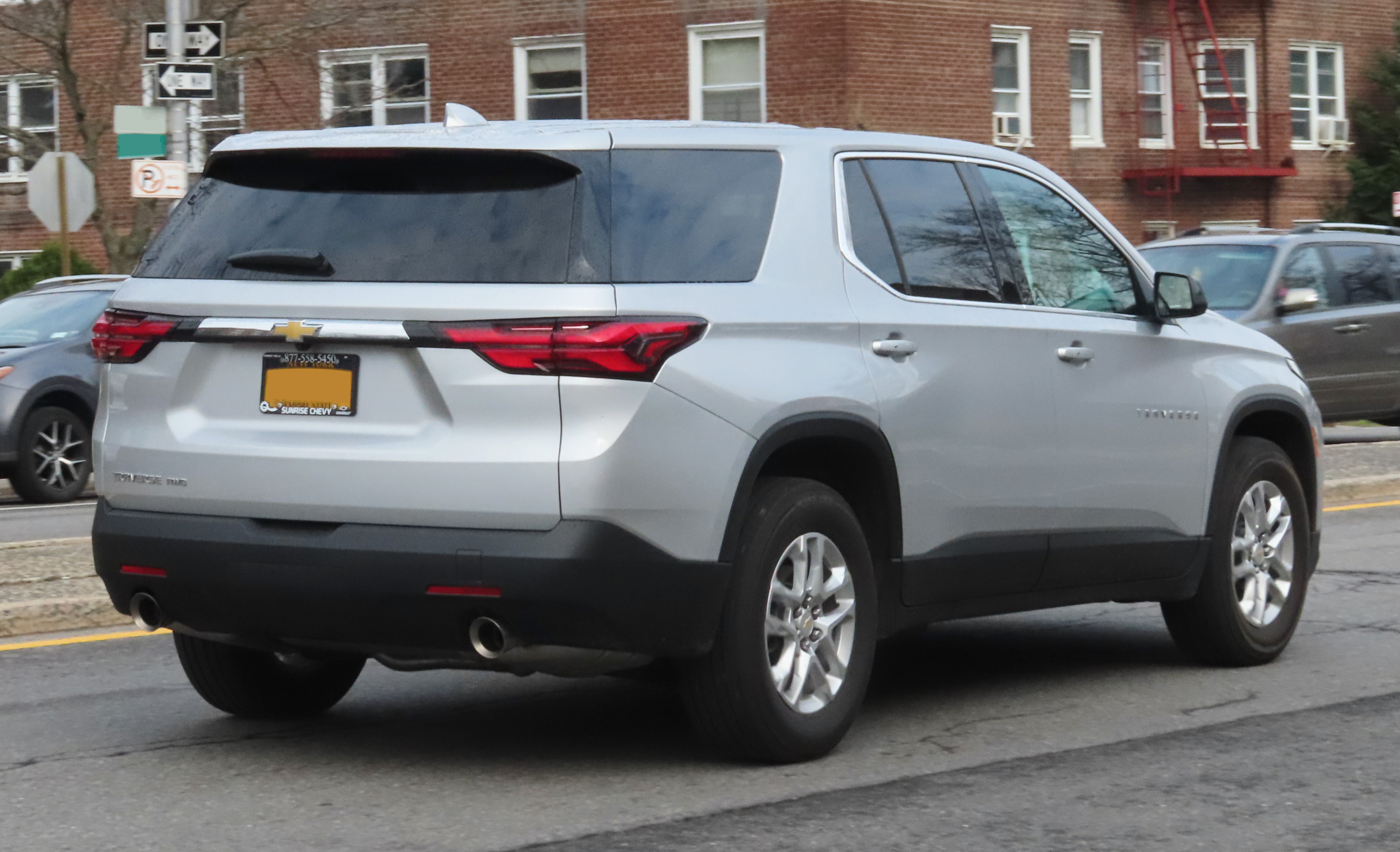
Heckansicht

### Technische Daten
|                                            | 2.0 RS                   | 3.6 V6                   |
| ------------------------------------------ | ------------------------ | ------------------------ |
| Bauzeitraum                                | 07/2017–04/2019          | 07/2017–04/2024          |
| Motorkenndaten                             |                          |                          |
| Motorart                                   | Ottomotor                | Ottomotor                |
| Motorbauart                                | R4                       | V6                       |
| Hubraum                                    | 1998 cm³                 | 3564 cm³                 |
| max. Leistung bei min−1                    | 190 kW (258 PS) / 5500   | 234 kW (318 PS) / 6800   |
| max. Drehmoment bei min−1                  | 400 Nm / 3000            | 360 Nm / 2800            |
| Kraftübertragung                           |                          |                          |
| Antrieb, serienmäßig                       | Vorderradantrieb         | Vorderradantrieb         |
| Antrieb, optional                          | —                        | (Allradantrieb)          |
| Getriebe, serienmäßig                      | 9-Gang-Automatikgetriebe | 9-Gang-Automatikgetriebe |
| Messwerte                                  |                          |                          |
| Höchstgeschwindigkeit                      | k. A.                    | k. A. (210 km/h)         |
| Beschleunigung, 0–100 km/h                 | k. A.                    | k. A. (7,6 s)            |
| Kraftstoffverbrauch auf 100 km, kombiniert | k. A.                    | k. A. (10,0 l Super)     |

- Die Werte in ( ) Klammern gelten für Fahrzeuge mit optionalem Antrieb

## 3. Generation (seit 2024)
Chevrolet stellte die dritte Generation des Traverse am 17. Juli 2023 vor, die ersten Kundenauslieferungen begannen im April 2024 als Modelljahr 2024. Die Produktion der dritten Generation des Traverse sollte ursprünglich im Dezember 2023 anlaufen, wurde aber im ersten Quartal 2024 mehrmals verschoben.
Bei der Markteinführung waren vier Ausstattungsniveaus verfügbar: LS, LT, RS und Z71 (nur AWD); alle Ausstattungsvarianten können auf dem US-Markt entweder mit Front- oder Allradantrieb (AWD) bestellt werden. Die höchste Premier-Ausstattung wird ab dem Modelljahr 2025 erhältlich sein. Die Ausstattungsvarianten L und Redline Edition werden nicht mehr angeboten, während die High Country-Ausstattung zumindest anfänglich nicht verfügbar sein wird, aber zu einem späteren Zeitpunkt wieder eingeführt werden könnte.
Alle amerikanischen Traverse-Modelle werden von einem turboaufgeladenen 2,5-Liter-Reihenvierzylinder-Ottomotor angetrieben, der 245 kW (332 PS) leistet und ein maximales Drehmoment von 442 Nm leistet abgibt. Auf dem nordamerikanischen Markt ist der Motor nur mit einem 8-Gang-Automatikgetriebe erhältlich.

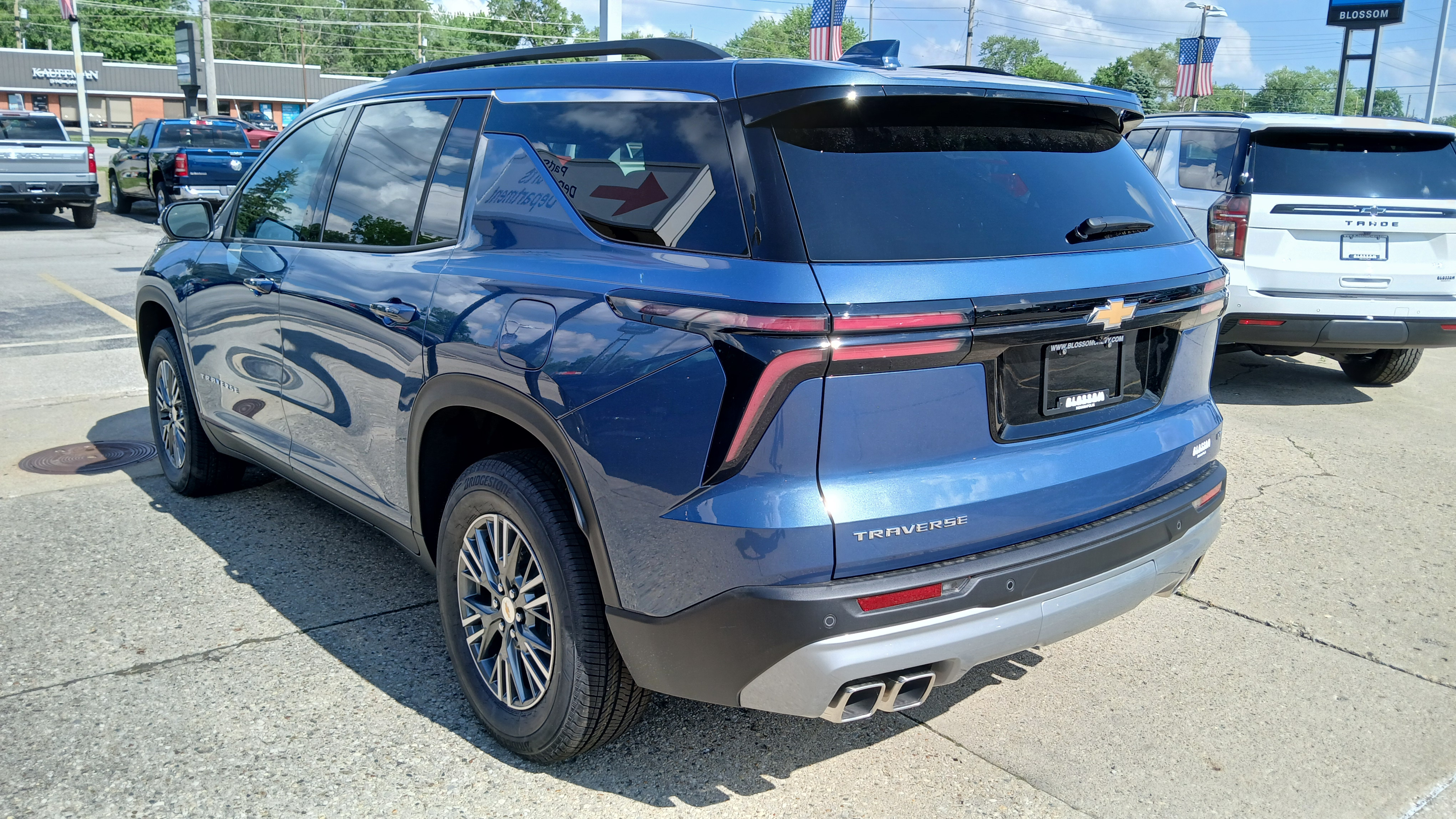
Heckansicht
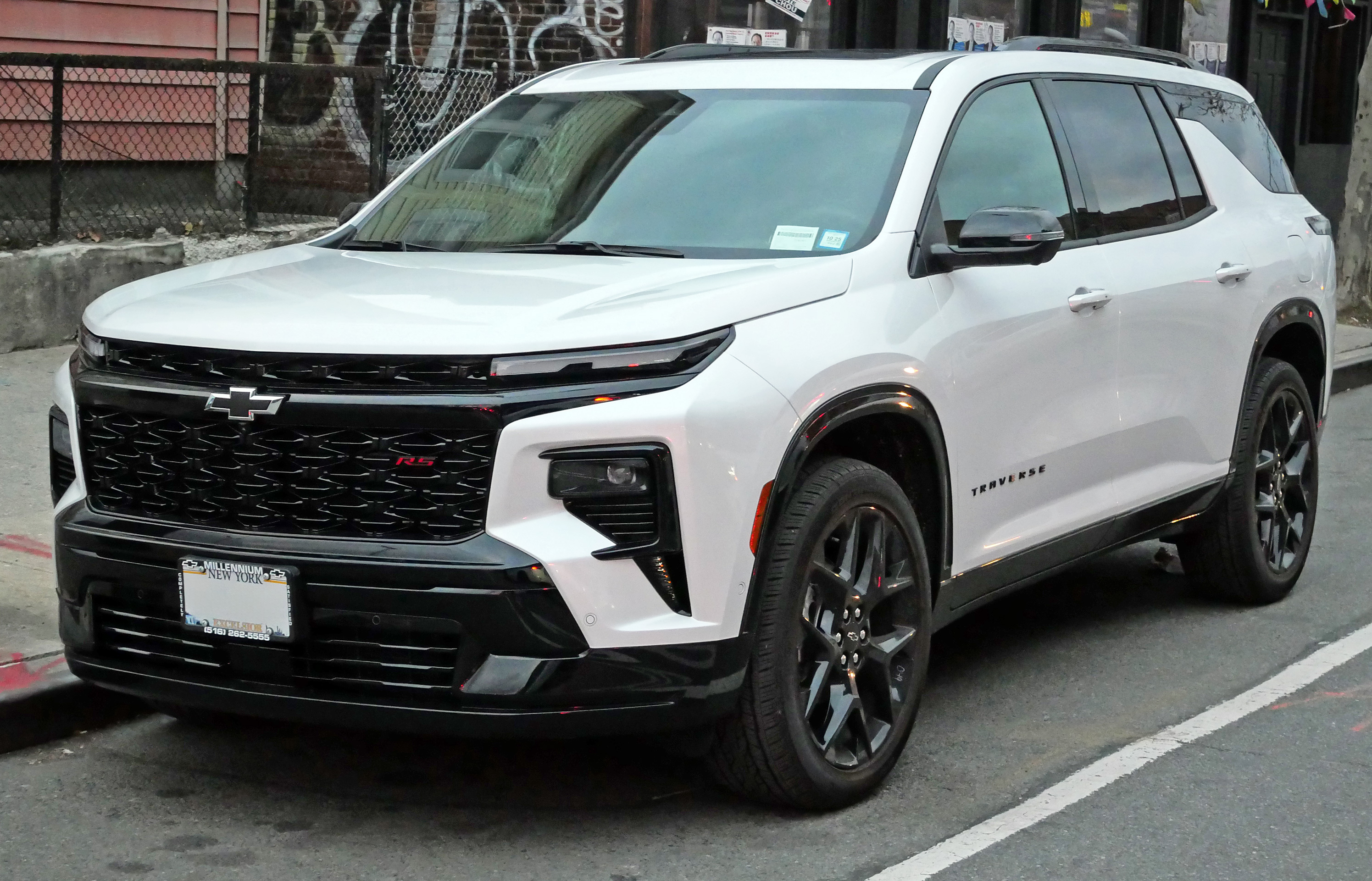
Chevrolet Traverse RS
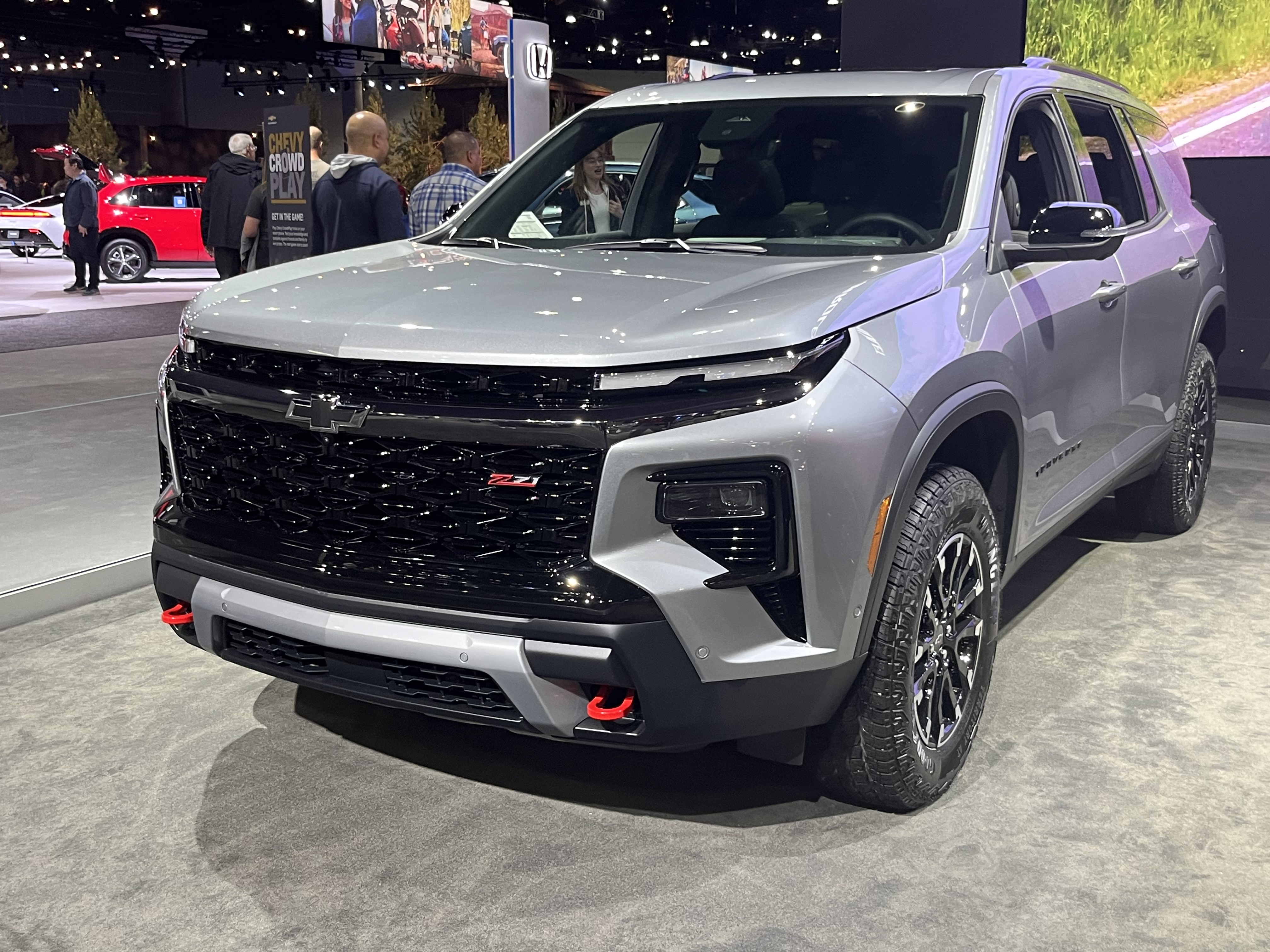
Chevrolet Traverse Z71